# Amor sem Igual
Amor sem Igual é uma telenovela brasileira exibida pela Record. É a 33ª novela exibida pela emissora desde a retomada da dramaturgia em 2004. Escrita por Cristianne Fridman com colaboração de texto de Alexandre Richard, Alexandre Teixeira, Aline Garbati, Camilo Pellegrini, Carla Piske, Jaqueline Correa, Jussara Fazolo e Sanderson Costa, sob direção de Guga Sander, Hudson Vianna e Rogério Passos e direção geral de Rudi Lagemann.
Estreou em 10 de dezembro de 2019, substituindo Topíssima, porém em 21 de abril de 2020, após 93 capítulos exibidos, foi interrompida devido a pandemia de coronavírus. Retornando as gravações apenas em 10 de agosto e voltando ao ar em 22 de setembro. Primeiramente, com um resumo dos capítulos anteriores, e em 28 de outubro, os 55 capítulos inéditos. Foi a primeira telenovela brasileira paralisada pela pandemia a voltar ao ar. Teve o seu final exibido em 18 de janeiro de 2021, totalizando 148 capítulos. A novela foi substituída por Gênesis.
Contou com as atuações de  Day Mesquita, Rafael Sardão, Thiago Rodrigues, Heitor Martinez, Juan Alba, Sthefany Brito, Barbara França e Françoise Forton.

## Produção

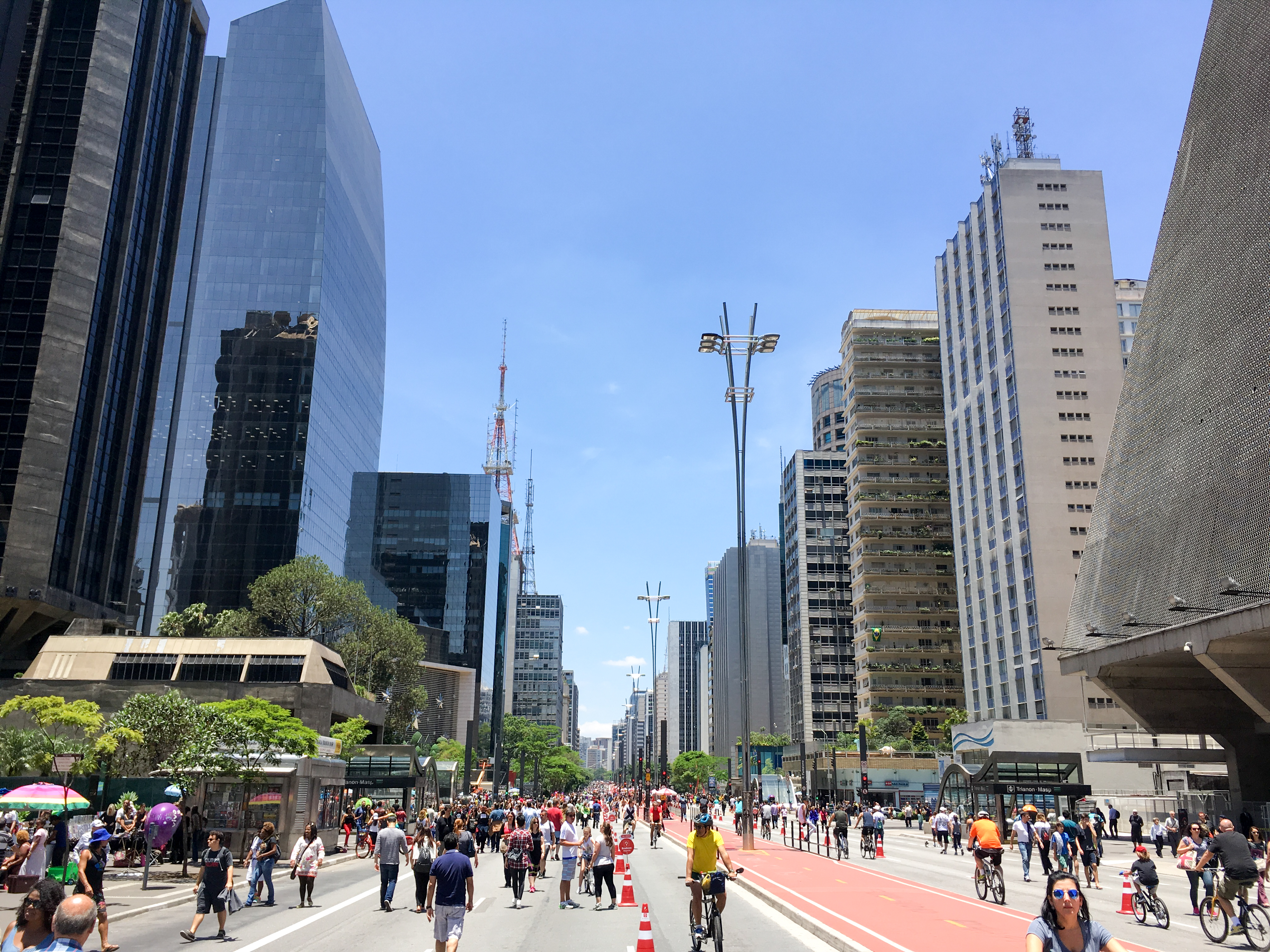
São Paulo foi utilizada como cenário para a novela.

Em 2019, Cristianne Fridman entregou à Record uma nova sinopse e, em 2 de julho, foi anunciado que a trama havia sido aprovada para substituir Topíssima – também escrita pela autora. A sequência foi possível por Topíssima já ter sido inteiramente escrita entre 2017 e 2018, quando originalmente iria ao ar antes de ser adiada. Inicialmente Ivan Zettel foi escalado como diretor geral, porém logo depois foi transferido para Gênesis e Rudi Lagemann assumiu o posto, repetindo a parceria de Topíssima.
Em 11 de julho, foi revelado que a trama seria intitulada de Amor sem Igual. São Paulo foi escolhida como cenário para a história estrategicamente, como forma de fortalecer a audiência no estado, sendo a primeira trama da autora fora do Rio de Janeiro. Antes de estrear, Cristianne já havia entregue 40 capítulos da novela. As gravações da novela começaram em 15 de outubro nos estúdios da emissora, no qual foi construída a cidade cenográfica sumulando bairros de São Paulo, onde os personagens moravam ou trabalhavam, como a Consolação, Jardins, Itaquera e o Mercado Municipal. As gravações externas em São Paulo referentes aos primeiros capítulos ocorreram entre 14 e 22 de novembro, tendo como locações a Avenida Paulista, Rua Augusta, Rua Oscar Freire, Estação da Luz, Mercado Municipal e na Rodovia Anchieta.
A protagonista Poderosa e sua amiga Furacão foram inspiradas nas personagens Vivian e Kit do filme Uma Linda Mulher (1990), porém, segundo a autora, de uma forma mais realista e menos romantizada, mostrando a situação e os perigos das garotas de programa. Além disso, Cristianne frisou que a novela era em um universo totalmente oposto ao de Topíssima, que era focada na comédia romântica, tendo uma abordagem mais "crua".  A novela estreou com 20 capítulos gravados. Após a retomada da exibição pós-paralisação pela pandemia, o tema de abertura foi alterado para "I Will Love Again".

### Preparação
"Quase todas [as garotas de programa] com quem conversei me falaram que foram abusadas quando crianças até pela família. Isso era um ponto em comum [com a personagem]."

— Day Mesquita sobre a pesquisa que fez para a personagem com prostitutas reais.
Day Mesquita, Sthefany Brito, Malu Falangola, Dani Moreno e Juliana Lohmann, que interpretam as garotas de programa, tiveram que passar por aulas de dança em tecido acrobático e pole dance com a instrutora Karla Klemente. Bernardo Mesquita, Henrique Camargo, Marcio Elizzio e outros atores do núcleo de futebol passaram por treinamentos físicos com o fisioterapeuta Bruno Neves e tiveram que aprender as principais jogadas e regras. Apesar de não ir às ruas de noite, Day fez uma preparação para a protagonista conversando com garotas de programa que ainda estavam na profissão e outras que haviam deixado, aderindo a postura e linguajar delas.
Para compor a personagem que praticava assistência social aos moradores de rua, Barbara França acompanhou o grupo de voluntários Anjos da Madrugada para vivenciar a rotina de auxílio e entrega de comida, cobertas e kits de higiene. A atriz também utilizou sua própria experiência, uma vez que já havia feito parte de voluntariados no Rio de Janeiro, além de se inspirar pela história da Princesa Diana.

### Escolha do elenco
Dudu Azevedo foi o primeiro nome pensado para viver o protagonista Miguel, porém o primeiro filho do ator havia nascido um ano antes durante as gravações de Jesus e ele pediu mais tempo para dedicar-se a paternidade. Rafael Sardão foi escolhido para o posto, seguindo a estratégia de ascender ao primeiro escalão atores iniciados na emissora, como Felipe Cunha em Topíssima e Iano Salomão em Jezabel. Gisele Itié e Barbara França fizeram os testes para a protagonista Angélica, porém Day Mesquita acabou ficando com o papel. Por sua vez, França foi realocada para o papel de Fernanda. Originalmente escalado como Luiggi, Giuseppe Oristanio foi remanejado para o papel de Ramiro, pai da protagonista, e o anterior ficou para Eduardo Lago. Pouco tempo antes das gravações começarem, no entanto, o ator foi deslocado para a novela Gênesis e o papel passou para Juan Alba. A autora também solicitou alguns atores que já trabalharam em suas novelas anteriores, como Gabriel Gracindo e Heitor Martinez.
Inicialmente, Malu Falangola interpretaria Fabiana, enquanto Manuela do Monte faria Ioná, porém a direção decidiu inverter os papéis por acreditarem que se enquadrariam melhor no perfil. Lucinha Lins interpretaria Carmem – que originalmente era o nome da esposa de Oxente – porém a atriz pediu dispensa para dedicar-se a comemoração de 10 anos do musical Palavra de Mulher e foi substituída por Andréa Avancini, sendo que a personagem foi renomeada como Zenaide, enquanto o nome Carmem foi dado ao papel de Beth Zalcman, que se chamaria inicialmente Ruth. Anna Lima também pediu para deixar a trama por problemas pessoais e foi substituída por Marcela Muniz.

## Enredo
Na infância Angélica foi rejeitada pelo pai por ser fruto de um caso e abandonada pela mãe em uma pensão, onde era abusada por homens mais velhos, crescendo numa vida miserável e sem amor e recorrendo a prostituição sob o nome de Poderosa para se sustentar. O pai dela é o milionário Ramiro Viana, dono da Bras Talentos Esportivos – empresa que lapida e exporta jogadores de futebol – e que nunca quis saber de seu paradeiro até precisar de um transplante de rim para não morrer, embora os filhos legítimos, Tobias e Fernanda, sejam incompatíveis. A busca pela bastarda, no entanto, é atravancada por Tobias, que não quer dividir a herança e ordena que Bernardo e Leandro eliminem-a para garantir o fim do pai. Após quase ser morta, Angélica é salva por Miguel, um agricultor honesto de Mogi das Cruzes que trabalha no Mercado Municipal, florescendo um romance conturbado, uma vez que ela não confia em ninguém ou acredita no amor.
Miguel é vizinho dos nordestinos Oxente e Zenaide, que tem quatro filhos de personalidades opostas: o ambicioso Antônio Júnior não suporta a vida no campo e faz de tudo para se dar bem; o nerd José Antônio se apaixona pela estudante de enfermagem Donatella sem imaginar que ela também é prostituta e alvo da disputa entre Tobias e Ramiro – a quem decide extorquir um casamento, apesar de gostar do camponês, visando uma vida melhor; Pedro Antônio vive um romance conturbado com Fernanda, já que Tobias e Ramiro consideram-o um aproveitador por ser pobre e armam para separa-los; já Maria Antônia ignora os sentimentos do peão Hugo por ser apaixonada por Miguel, não suportando ser rejeitada por ele, o que agrava seus surtos de bipolaridade. Já Norma, avó dos herdeiros Viana, redescobre o amor na terceira idade com Geovani, embora não desista de desmascarar Ramiro. Em dado momento Leandro é traído por Tobias, decidindo contar à Poderosa toda a verdade e unir-se a ela para se vingar e destruir os Viana.
Filho dos italianos Luiggi e Serena, Peppe se tornou o aspirante a jogador mais valioso da Brás devido ao inigualável talento, atraindo a atenção da maria-chuteira Rosa e o ciúmes de Caio e Santiago. Em dado momento, no entanto, a vida dele é arruinada quando Ramiro descobre que o rapaz é compatível através dos exames da Brás e, acreditando que Poderosa está morta, decide sequestra-lo para roubar seu rim, deixando-o sem perspectivas de vida quando é encontrado jogado na estrada. Melhor amiga de Poderosa, Furacão é uma mãe batalhadora que se prostitui para bancar o sonho do filho Caio em ser jogador de futebol, embora ele a humilhe constantemente pela vida que leva.
Ainda há o bordel de Madame Olympia, onde trabalham garotas de programa de luxo como Donatella, Cindy e a venenosa Ioná, que se torna rival de Poderosa quando ela ingressa no local. Há também a casa de repouso Dia Feliz onde vivem Giovani, o mulherengo Bento e a espirituosa Carmen, uma ex-estelionatária e cúmplice de Olympia em uma série de golpes aplicados no passado; no local trabalha Yara, que sofre ao descobrir que o marido, o treinador Ernani, é casado com outra mulher, Sônia, e passa a ser agredida e ameaçada por ele.

## Exibição
Com a transferência do Jornal da Record das 21h45 para as 19h45 em novembro de 2019, a faixa de "novela das sete" foi encerrada e Amor sem Igual teve a estreia programada para as 20h30. Originalmente a novela estrearia no começo de novembro de 2019, porém Topíssima foi estendida por mais um mês devido ao bom desempenho e a trama agendada para 2 de dezembro. Posteriormente a data foi fixada em 10 de dezembro.

### Divulgação e estreia
Em 11 de novembro o logo oficial foi divulgado e a primeira chamada anunciando a novela para 10 de dezembro começou a ser exibido na programação da emissora. Adotando uma estratégia mais rígida que utilizava antigamente, a Record montou uma operação de divulgação de Amor sem Igual em toda sua programação, enviando seus atores para gravarem entrevistas e participações em diversos programas da emissora, como Hora do Faro, Balanço Geral e Hoje em Dia, antes da estreia, para que a informação da nova novela chegasse ao público e o atraísse antecipadamente. Em 13 de novembro a primeira prévia é liberada, mostrando a introdução da protagonista Poderosa e as primeiras cenas da novela. Na sequência foram liberadas as prévias dos personagens Miguel, Tobias, Ramiro e Donatella, que mostravam o passado e a história dos personagens narrados por eles mesmos. Em 3 de dezembro é liberado o trailer oficial extenso, com 2 minutos, contando toda a história principal da trama.

### Pandemia de COVID-19
Em 16 de março de 2020 foi anunciado que as gravações da novela foram suspensas por uma semana para que a Record pudesse avaliar qual atitude tomar mediante a crise global causada pela Pandemia de COVID-19 no Brasil. No dia seguinte foi anunciado que a suspensão seria estendida por tempo indeterminado até que a pandemia se estabilizasse como forma de poupar os atores e equipe. Em 26 de março é anunciada a reapresentação especial de Apocalipse, substituindo temporariamente a trama durante as interrupções das gravações.
Em 10 de agosto de 2020, após quase cinco meses de gravações interrompidas devido ao cenário da Pandemia de COVID-19, acontece a retomada das gravações dos últimos 40 capítulos previstos para a novela, mas passando por um rígido protocolo de segurança e a retirada das cenas com contato físico. Depois, foi definida a data de retorno da novela na televisão: 28 de outubro de 2020, sendo a primeira trama inédita da televisão brasileira a voltar ao ar. Antes do retorno houve edição com a exibição compacta de capítulos já apresentados. Em 28 de outubro começaram a ser exibidos os capítulos inéditos. A segunda parte contou 55 capítulos.

### Capítulos
| Parte | Parte | Capítulos | Capítulos | Exibição               | Exibição              |
| Parte | Parte | Capítulos | Capítulos | Estreia                | Final                 |
| ----- | ----- | --------- | --------- | ---------------------- | --------------------- |
|       | 1     | 93        | 148       | 10 de dezembro de 2019 | 20 de abril de 2020   |
|       | 2     | 55        | 148       | 28 de outubro de 2020  | 18 de janeiro de 2021 |

### Reprise
Foi reapresentada de 17 de maio de 2022 a 27 de janeiro de 2023, em 179 capítulos, substituindo a reprise de Jesus e sendo substituída pela reprise de Vidas em Jogo, às 21h45. Não foi exibida em 20 de setembro de 2022 devido á exibição do especial Davi: As Origens de Um Rei e em 12 de outubro de 2022 com a exibição do documentário Davi: Um Rei em Construção, ambos servindo como parte de uma estratégia de programação para divulgar a quarta e a quinta temporada da série-novela Reis. Em 28 de novembro de 2022, a novela não foi exibida devido a exibição de um capítulo especial de Reis. Nos dias 18 e 25 de janeiro de 2023, a novela foi exibida apenas pela TV Record Rio, já que o restante da rede transmitia o Campeonato Paulista de Futebol. Para se alinhar com a rede, foi exibido um resumo dos últimos capítulos na matriz carioca.

## Elenco
| Intérprete         | Personagem                                      |
| ------------------ | ----------------------------------------------- |
| Day Mesquita       | Angélica Silva Viana / Poderosa                 |
| Day Mesquita       | Amanda Silva (jovem)                            |
| Rafael Sardão      | Miguel Gonçalves Aguiar                         |
| Thiago Rodrigues   | Tobias Andrade Viana                            |
| Juan Alba          | Ramiro Viana                                    |
| Heitor Martinez    | Bernardo Rodrigues                              |
| Sthefany Brito     | Donatella Ribeiro / Doutorzinha                 |
| Françoise Forton   | Olympia / Emília Pinto Alvares                  |
| Barbara França     | Fernanda Andrade Viana                          |
| Guilherme Dellorto | Pedro Antônio Barros Cordeiro                   |
| Gabriel Gracindo   | Leandro Campello                                |
| Dani Moreno        | Berenice Lima / Furacão                         |
| Ernani Moraes      | Antônio Barros Cordeiro (Oxente)                |
| Andréa Avancini    | Zenaide Barros Cordeiro                         |
| Selma Egrei        | Norma Andrade                                   |
| Paulo Figueiredo   | Geovani Ribeiro                                 |
| Michelle Batista   | Maria Antônia Barros Cordeiro                   |
| Manuela do Monte   | Fabiana Braga Motta                             |
| Miguel Coelho      | Antônio Barros Cordeiro Júnior (Antônio Júnior) |
| César Cardadeiro   | José Antônio Barros Cordeiro                    |
| Juliana Lohmann    | Cindy Lopes de Freitas                          |
| Beth Zalcman       | Carmem Maia / Augusta Guimarães                 |
| Marcela Muniz      | Sônia Magalhães                                 |
| Paulo Reis         | Ernani Carvalho Baldin                          |
| Iara Jamra         | Yara Botelho                                    |
| Miguel Nader       | Willian Souza (Duplex)                          |
| Henrique Camargo   | Caio Lima                                       |
| Camila Mayrink     | Vânia Vilela                                    |
| Brenda Sabryna     | Rosa Flor Moreti                                |
| Matheus Costa      | Peppe Trovatelli                                |
| Eduardo Lago       | Luiggi Trovatelli                               |
| Kika Kalache       | Serena Trovatelli                               |
| José Victor Pires  | Hugo Alves                                      |
| Malu Falangola     | Ioná Coutinho                                   |
| Thierry Figueira   | Delegado Fonseca                                |
| Castrinho          | Bento Apolinário                                |
| Pedro Nercessian   | Beto Bragança                                   |
| Isadora Cecatto    | Bibiana Trovatelli                              |
| Marcio Elizzio     | Santiago                                        |
| Marcelo Batista    | Mike Tyson                                      |
| Nica Bonfim        | Ludmila                                         |
| Alexandre Lino     | Xavier                                          |
| Márcia di Milla    | Marly                                           |
| Carlos Takeshi     | Takashi                                         |
| Jui Huang          | Chang                                           |
| Raphael Montagner  | Juliano                                         |
| Bernardo Mesquita  | Mauro                                           |
| Yohama Eshima      | Drª. Tatiana Yamasaki                           |
| Thiago Amaral      | Wesley                                          |
| Milton Filho       | Enf. Chico                                      |
| Ivan Rios          | Olavo                                           |
| Wiliam Melo        | Nino                                            |
| Pablo Barros       | Cata-Bola                                       |

### Participações especiais
| Intérprete           | Personagem              |
| -------------------- | ----------------------- |
| Camila Rodrigues     | Sophia Loren Alencar    |
| Felipe Cunha         | Antonio Ramos Gonçalves |
| Charles Paraventi    | Gusmão                  |
| Paulo Vilela         | Geraldo                 |
| Camila Santanioni    | Lena                    |
| Jonathan Nogueira    | Tião                    |
| Ed Oliveira          | Matias                  |
| Prisma da Matta      | Gisele                  |
| Ana Varello          | Luciana                 |
| Guilherme Mendonça   | Nivaldo                 |
| Leonardo Lima        | Rodrigo                 |
| Matheus Sampaio      | Ivan                    |
| Maju Rodrigues       | Verônica                |
| Ju Fontana           | Suelen                  |
| Raul Labancca        | Rubens                  |
| Saulo Rodrigues      | Delegado Jorge          |
| Rose Abdallah        | Ceci                    |
| Ariane Rocha         | Regina                  |
| Thiago Giacomini     | Mosar                   |
| Savio Moll           | Dr. Fragoso             |
| André Melo           | Edson                   |
| William Vita         | Jailson                 |
| Pablo Sobral         | Almeida                 |
| Eduardo Lassah       | Oswaldo                 |
| Gabrielli Diniz      | Enfermeira de Cindy     |
| Walter Nunes         | Ramiro (jovem)          |
| Fabiana Motta        | Olympia (jovem)         |
| Luís Felipe Melo     | Tobias (criança)        |
| Bruna Negendank      | Fernanda (criança)      |
| Vanderlei Luxemburgo | Ele mesmo               |
| Luiz Bacci           | Ele mesmo               |
| Amaury Lorenzo       | Segurança               |
| Júnior Manella       | Ele mesmo               |
| João Rossini         | Ele mesmo               |
| Priscila Buiar       | Joyce                   |

## Música
A trilha sonora foi lançada apenas para streaming em 10 de dezembro de 2019, mesmo dia da estreia da telenovela. As primeiras canções da trilha sonora foram anunciadas em 5 de dezembro. "Libélula", interpretada por Roberta Campos, foi escolhida como música-tema dos protagonistas Poderosa e Miguel. A Banda Universos gravou uma versão de "Sunflower", originalmente gravada por Shannon Purser para o filme Sierra Burgess é uma Loser (2018), sob o título de "Flor".
Lista de faixas
| N.º | Título                   | Música                        | Personagem tema                          | Duração |  |
| 1.  | "I Will Love Again"      | Lara Fabian                   | Abertura                                 | 4:09    |  |
| 2.  | "In the Silence"         | Banda Universos               | Poderosa e Miguel                        | 3:39    |  |
| 3.  | "Dona de Mim"            | Iza                           | Poderosa                                 | 3:28    |  |
| 4.  | "The Promise"            | When in Rome                  | Ramiro                                   | 3:40    |  |
| 5.  | "Woman In Chains"        | Tears For Fears e Oleta Adams | Furacão e Duplex                         | 3:35    |  |
| 6.  | "Libélula"               | Roberta Campos                | Poderosa e Miguel                        | 3:44    |  |
| 7.  | "Too Late"               | Zeeba                         | Locação: Mademoiselle Olympia Night Club | 3:03    |  |
| 8.  | "Não Olha Assim Pra Mim" | OutroEu                       | Hugo e Maria Antônia                     | 3:32    |  |
| 9.  | "The Reason"             | Hoobastank                    | Miguel                                   | 3:52    |  |
| 10. | "Flor"                   | Banda Universos               | Maria Antônia                            | 2:17    |  |
| 11. | "I Never Told You"       | Colbie Caillat                | Donatella                                | 3:53    |  |
| 12. | "Amor sem Igual"         | Banda Universos               | Geral                                    | 3:35    |  |
| 13. | "Água com Açúcar"        | Luan Santana                  | Antônio Junior e Cindy                   | 4:06    |  |
| 14. | "Sexo e Luz"             | Gal Costa                     | Olympia                                  | 4:09    |  |
| 15. | "ABC do Sertão"          | Luiz Gonzaga e Fagner         | Oxente                                   | 3:08    |  |
| 16. | "A Volta da Gafieira"    | Alcione                       | Locação: Casa de Repouso Dia Feliz       | 2:28    |  |
| 17. | "Rebelde Sem Causa"      | Ultrage a Rigor               | Antônio Junior                           | 3:18    |  |

Outras canções não incluídas no álbum
- "Cheia de Charme" - Anavitória e Guilherme Arantes (tema de Fernanda e Pedro)
- "Mais de Nós" - Ana Gabriela (tema de Peppe e Rosa)
- "Menina Solta" - Giulia Be (tema de Poderosa)[82]
- "Uma Partida de Futebol" - Skank (tema Locação: Brás Talentos Esportivos)[82]
- "Tarantella Napoletana" - Cafe Roma Ensemble (tema de Luiggi e Serena)

## Repercussão

### Recepção da crítica

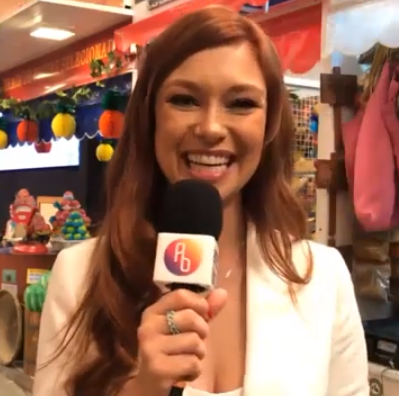
Day Mesquita foi elogiada por sua atuação como Poderosa.

Em sua estreia, a novela ganhou vários elogios nas redes sociais, principalmente a atriz protagonista Day Mesquita onde foram avaliados a beleza e a atuação, ganhando uma boa aceitação do público. Além disso, o retorno do ator Heitor Martinez a Record também foi muito celebrado, além do contexto da trama onde aborda assuntos polêmicos como a Prostituição. A telenovela ocupou boa parte do tempo o segundo lugar nos trending topics do Twitter, tendo mais repercussão que a novela das 21 horas da Rede Globo, Amor de Mãe. Alguns blogs também elogiaram a performance da atriz protagonista, dizendo que sua escalação foi o principal acerto do folhetim de Cristianne Fridman, Sérgio Santos, do blog De Olho Nos Detalhes, diz: "Day usa o tom da personagem a seu favor e consegue crescer em cena sempre que aparece. Tanto que o enredo, mesmo com vários acontecimentos nos núcleos paralelos, perde a força sem a sua presença". Sérgio Santos, voltou a elogiar a performance do elenco, sobretudo dos protagonistas Day Mesquita e Rafael Sardão, e destacando a atuação de Ernani Moraes, Sérgio diz: "O personagem de Ernani, no início da trama, parecia um mero coadjuvante sem grande importância. Ao longo dos meses, todavia, essa impressão foi se dissipando à medida que seu núcleo ganhava cada vez mais cenas dramáticas e relevância na história". E ainda ressaltou: "O sotaque característico que o ator aderiu deixou o perfil ainda mais cativante e há um quê de inocência que conquista o telespectador. Há uma boa mescla de humor com momentos sérios e o intérprete convence em todas as boas cenas escritas pela autora".

### Audiência
Exibição original
Amor sem Igual estreou com 9 pontos, mantendo a mesma média do primeiro capítulo da antecessora, Topíssima. Em outros estados a novela obteve índices maiores, como 13 pontos em Belém e 12 em Goiânia e Salvador. Em 13 de abril de 2020, bateu recorde em São Paulo, a novela cravou 9,2 pontos, pico de 11 pontos e share de 12%, conquistando a vice-liderança. No Rio de Janeiro, manteve a vice-liderança com folga, registrou 10 pontos, pico de 12 pontos e share de 14%. A terceira colocada registrou 6 pontos.
O último capítulo da primeira parte exibido em 20 de abril 2020, registrou boa audiência na Grande São Paulo, consolidando 8,1 pontos de média. Bateu recorde negativo no dia 25 de dezembro de 2019, quando marcou 5,7 pontos de média.

#### Compacto
O primeiro capítulo do compacto, garantiu a vice-liderança na Grande São Paulo, cravando 8,1 pontos, pico de 9,5 e share de 11%. No confronto direto entre "Chiquititas" e "Amor sem Igual", a Record levou a melhor com 8,2 pontos de média, enquanto que o folhetim do SBT registrou 8,1 pontos de média, ficando com o terceiro lugar. No dia seguinte, marcou 8.8 pontos de média, pico de 12,4 e share de 12,1%, atingindo a vice-liderança. Em 28 de setembro de 2020, conquista a vice-liderança em São Paulo e no Rio de Janeiro. Na capital paulista, obteve 8,1 pontos de média, pico de 10 pontos e share de 11%. No Rio, registrou 7 pontos de média, pico de 8 pontos e share de 10%. Em 21 de outubro de 2020, bate novo recorde com 9,7 pontos de média e pico de 11 pontos, ficando na vice-liderança isolada no confronto direto contra a transmissão ao vivo da Copa Libertadores da América de 2020.

#### Retorno dos capítulos inéditos
Em 28 de outubro de 2020, com a volta dos capítulos inéditos, a novela cravou 9,8 pontos de média, 12 pontos de pico e share de 13,9%, conquistando a vice-liderança na Grande São Paulo. Em 4 de novembro de 2020, a novela bate mais um recorde em São Paulo, cravando 10,5 pontos de média, 13 pontos de pico e share de 14,4%, conquistando a vice-liderança. Na sequência Poderosa revela a Ramiro, que é sua filha bastarda, Angélica. No dia seguinte, registra 10 pontos de média, pico de 11 pontos e share de 14%, sendo vice-líder isolada em São Paulo.
Em 18 de novembro de 2020, registra 10 pontos de média, 12 pontos de pico e share de 14%, conquistando a vice-liderança isolada em São Paulo. Em 4 de dezembro de 2020, cravou 10 pontos de média, pico de 11 pontos e share de 14%, conquistando a vice liderança isolada em São Paulo. Nesse dia foi levada ao ar as cenas da morte do vilão Bernardo.
Em 16 de dezembro de 2020, consolida 10,5 pontos de média, 13 pontos de pico e share de 15%, conquistando a vice-liderança isolada em São Paulo, repetindo o recorde de 4 de novembro. Em 6 de janeiro de 2021, marcou 10,2 pontos de média em São Paulo, permanecendo na vice-liderança isolada, sendo esse seu segundo maior desempenho. Em 13 de janeiro de 2021, bate um novo recorde em São Paulo, marcando 11 pontos de média, 13 pontos de pico e share de 16%, conquistando a vice-liderança isolada. No Rio garantiu os mesmos índices, marcando 11 pontos de média e pico de 13 pontos. Durante suas últimas semanas, a novela consolidou excelente audiência em três praças, Goiânia, Salvador e Vitória, com 12,9, 13,4 e 11,2 pontos de média, respectivamente.
O último capítulo, exibido em 18 de janeiro de 2021, registrou 10,4 pontos chegando a picos de 12, ficando na vice-liderança isolada. A novela teve média geral de 8,5 pontos, tendo um crescimento de 0,5 pontos em relação a sua antecessora.

#### Reprise
Reestreou com 4,4 pontos, uma queda de 29% em relação a antecessora Jesus. Além disso, enfrentava forte concorrência com a transmissão da Copa Libertadores da América de 2022 no SBT, com o jogo entre Boca Juniors e Corinthians, que teve média de 12,9 pontos e a telenovela Pantanal na TV Globo que teve média de 28,9 pontos.
O segundo capítulo cravou 4,8 pontos e seu terceiro capítulo registrou 4 pontos, ficando em terceiro lugar por toda a sua exibição. O quinto capítulo cravou 5,1 pontos, sendo esse seu primeiro recorde.
Em 30 de maio de 2022, registra seu primeiro menor índice com 3,8 pontos, chegando a ficar por quinze minutos consecutivos em quarto lugar contra o Faustão na Band.
Em 9 de junho de 2022, bate seu segundo recorde com 6,3 pontos. No dia seguinte (10 de junho), volta a cair e registrou apenas 3 pontos, sua pior audiência até então, ficando novamente na cola do Faustão na Band. Em 2 de agosto, chega a seu pior índice com 2,7 pontos. Em 28 de setembro, repetiu o recorde de 6,3 pontos. Em 9 de novembro, bateu seu terceiro recorde com 7,1 pontos. O último capítulo, exibido em 27 de janeiro de 2023, obteve 4,1 pontos. Teve média geral de 4,2 pontos.

## Prêmios e indicações
| Ano  | Prêmio                       | Categoria                                  | Indicação                                                      | Resultado           | Ref.            |
| ---- | ---------------------------- | ------------------------------------------ | -------------------------------------------------------------- | ------------------- | --------------- |
| 2020 | Produ Awards                 | Melhor Telenovela                          | Amor sem Igual                                                 | Indicada            | [ 120 ]         |
| 2020 | Prêmio Notícias de TV        | Melhor Telenovela                          | Amor sem Igual                                                 | Indicada            | [ 121 ]         |
| 2020 | Prêmio Notícias de TV        | Melhor Atriz Antagonista                   | Camila Mayrink                                                 | Venceu              | [ 121 ]         |
| 2020 | Prêmio Notícias de TV        | Melhor Ator Antagonista                    | Heitor Martinez                                                | Venceu              | [ 121 ]         |
| 2020 | Prêmio Notícias de TV        | Melhor Atriz Coadjuvante                   | Dani Moreno                                                    | Venceu              | [ 121 ]         |
| 2020 | Prêmio Notícias de TV        | Melhor Ator Coadjuvante                    | Ernani Moraes                                                  | Venceu              | [ 121 ]         |
| 2020 | Prêmio Notícias de TV        | Melhor Atriz Revelação                     | Isadora Cecatto                                                | Indicada            | [ 121 ]         |
| 2020 | Prêmio Notícias de TV        | Melhor Ator Revelação                      | Henrique Camargo                                               | Venceu              | [ 121 ]         |
| 2020 | Prêmio Notícias de TV        | Melhor Atriz Mirim                         | Bruna Negendank                                                | Indicada            | [ 121 ]         |
| 2020 | Prêmio Notícias de TV        | Melhor Ator Mirim                          | Guilherme Mendonça                                             | Venceu              | [ 121 ]         |
| 2020 | Melhores do Ano NaTelinha    | Melhor Dramaturgia Geral                   | Amor sem Igual                                                 | Indicada            | [ 122 ]         |
| 2020 | Melhores do Ano NaTelinha    | Melhor Atriz                               | Day Mesquita                                                   | Indicada            | [ 122 ]         |
| 2020 | Prêmio Contigo! Online       | Melhor Novela                              | Amor sem Igual                                                 | Venceu              | [ 123 ] [ 124 ] |
| 2020 | Prêmio Contigo! Online       | Melhor Atriz de Novela                     | Day Mesquita                                                   | Venceu              | [ 123 ] [ 124 ] |
| 2020 | Prêmio Contigo! Online       | Melhor Ator de Novela                      | Rafael Sardão                                                  | Indicado            | [ 123 ] [ 124 ] |
| 2020 | Prêmio Contigo! Online       | Melhor Ator Coadjuvante de Novela ou Série | Heitor Martinez                                                | Indicado            | [ 123 ] [ 124 ] |
| 2020 | Prêmio Contigo! Online       | Melhor Ator/Atriz Mirim                    | Matheus Sampaio                                                | Indicado            | [ 123 ] [ 124 ] |
| 2020 | Melhores do Ano DoisTV       | Melhor Casal do Ano                        | Poderosa (Day Mesquita) e Miguel (Rafael Sardão)               | Venceu              | [ 125 ]         |
| 2020 | e10blog Melhores do Ano      | Melhor Novela                              | Amor sem Igual                                                 | Venceu              | [ 126 ]         |
| 2020 | e10blog Melhores do Ano      | Melhor Atriz                               | Day Mesquita                                                   | Venceu              | [ 126 ]         |
| 2020 | e10blog Melhores do Ano      | Melhor Ator                                | Rafael Sardão                                                  | Indicado            | [ 126 ]         |
| 2020 | e10blog Melhores do Ano      | Melhor Atriz Coadjuvante                   | Barbara França                                                 | Indicada            | [ 126 ]         |
| 2020 | e10blog Melhores do Ano      | Melhor Atriz Coadjuvante                   | Sthefany Brito                                                 | Indicada            | [ 126 ]         |
| 2020 | e10blog Melhores do Ano      | Melhor Ator Coadjuvante                    | Heitor Martinez                                                | Indicado            | [ 126 ]         |
| 2020 | e10blog Melhores do Ano      | Revelação do Ano                           | Dani Moreno                                                    | Indicada            | [ 126 ]         |
| 2020 | e10blog Melhores do Ano      | Personagem do Ano                          | Poderosa (Day Mesquita)                                        | Venceu              | [ 126 ]         |
| 2020 | Melhores do Ano Minha Novela | Melhor Novela                              | Amor sem Igual                                                 | Indicada            | [ 127 ]         |
| 2020 | Melhores do Ano Minha Novela | Melhor Atriz de Novela                     | Day Mesquita                                                   | Indicada            | [ 127 ]         |
| 2020 | Melhores do Ano Minha Novela | Melhor Ator de Novela                      | Rafael Sardão                                                  | Indicado            | [ 127 ]         |
| 2020 | Melhores do Ano Minha Novela | Melhor Ator Coadjuvante                    | Ernani Moraes                                                  | Indicado            | [ 127 ]         |
| 2020 | Melhores do Ano Minha Novela | Melhor Ator Coadjuvante                    | Heitor Martinez                                                | Indicado            | [ 127 ]         |
| 2020 | Melhores do Ano Minha Novela | Melhor Ator Jovem                          | Henrique Camargo                                               | Indicado            | [ 127 ]         |
| 2020 | Melhores do Ano Minha Novela | Melhor Ator Jovem                          | Gui Mendonça                                                   | Indicado            | [ 127 ]         |
| 2020 | Melhores do Ano Minha Novela | Melhor Vilão                               | Tobias (Thiago Rodrigues)                                      | Indicado            | [ 127 ]         |
| 2020 | Melhores do Ano Minha Novela | Melhor Vilão                               | Ramiro (Juan Alba)                                             | Indicado            | [ 127 ]         |
| 2020 | Melhores do Ano Minha Novela | Melhor Casal                               | Poderosa (Day Mesquita) e Miguel (Rafael Sardão)               | Indicado            | [ 127 ]         |
| 2020 | Melhores do Ano Minha Novela | Melhor Casal                               | Fernanda (Barbara França) e Pedro Antônio (Guilherme Dellorto) | Indicado            | [ 127 ]         |
| 2020 | Prêmio Área VIP              | Melhor Novela                              | Amor sem Igual                                                 | Venceu              | [ 128 ] [ 129 ] |
| 2020 | Prêmio Área VIP              | Melhor Ator                                | Rafael Sardão                                                  | Indicado            | [ 128 ] [ 129 ] |
| 2020 | Prêmio Área VIP              | Personagem do Ano                          | Poderosa (Day Mesquita)                                        | Venceu              | [ 128 ] [ 129 ] |
| 2021 | Troféu Internet              | Melhor Novela                              | Amor sem Igual                                                 | Premiação cancelada | [ 130 ]         |
| 2021 | Troféu Internet              | Melhor Atriz                               | Day Mesquita                                                   | Premiação cancelada | [ 130 ]         |
| 2021 | Troféu Internet              | Melhor Ator                                | Thiago Rodrigues                                               | Premiação cancelada | [ 130 ]         |
| 2021 | Prêmio F5                    | Melhor Atriz de Novela                     | Day Mesquita                                                   | Indicada            | [ 131 ]         |